# 小蝙蝠
小蝙蝠是小翼手亞目或小蝙蝠亞目（学名：Microchiroptera）的通称，以前被视为翼手目中的一個亚目，现已成为一个被弃用的分类单元。以往會將蝙蝠依其體型分為大翼手亞目及小翼手亞目，但此分類不符合分子的相關證據。依最新的研究结果，蹄鼻蝠科和其他果蝠會分類在阴翼手亚目（Yinpterochiroptera）中，至於其他以往分在小蝙蝠亞目的蝙蝠則會分類在阳翼手亚目（Yangochiroptera）中。

## 定義
小蝙蝠和大蝙蝠的差異如下：
- 小蝙蝠會利用回聲定位，大蝙蝠一般不會。（埃及果蝠（英语：Egyptian fruit bat）Rousettus egyptiacus例外，不過埃及果蝠不是用小蝙蝠用的喉回声定位法，科學家認為其定位是利用舌头的咔哒声及鼻道進行）
- 小蝙蝠前肢的第二個指頭沒有爪子，這個指頭比較細，而且包覆在第二個指頭的組織內，在飛行時可以提供較多的支撐力。
- 大蝙蝠沒有尾巴，而大多數的小蝙蝠都有尾巴，只有少數的沒有。
- 小蝙蝠的耳朵有耳屏（推測應該是迴聲定位中有重要的作用），且其耳朵比大蝙蝠的要大，大蝙蝠的耳朵較小，而且沒有耳屏。
- 大蝙蝠的眼睛很大，相對而言，小蝙蝠的眼睛比較小。

## 特點
小蝙蝠長度約4公分到16公分不等。
大部份的小蝙蝠吃昆蟲。有些較大型的小蝙蝠會獵食鳥、蜥蜴、蛙，甚至會捕食較小隻的蝙蝠或是魚。
小蝙蝠中有三種是以其他哺乳動物或是鳥類的血液為食物（吸血蝙蝠），這三種蝙蝠都在拉丁美洲。

## 外部連結
- Bat World Sanctuary （页面存档备份，存于）
- Illustrated Identification key to the bats of Europe  (see "Recent publications")
- Bat Conservation International （页面存档备份，存于）